# Palazzo Priuli all’Osmarin

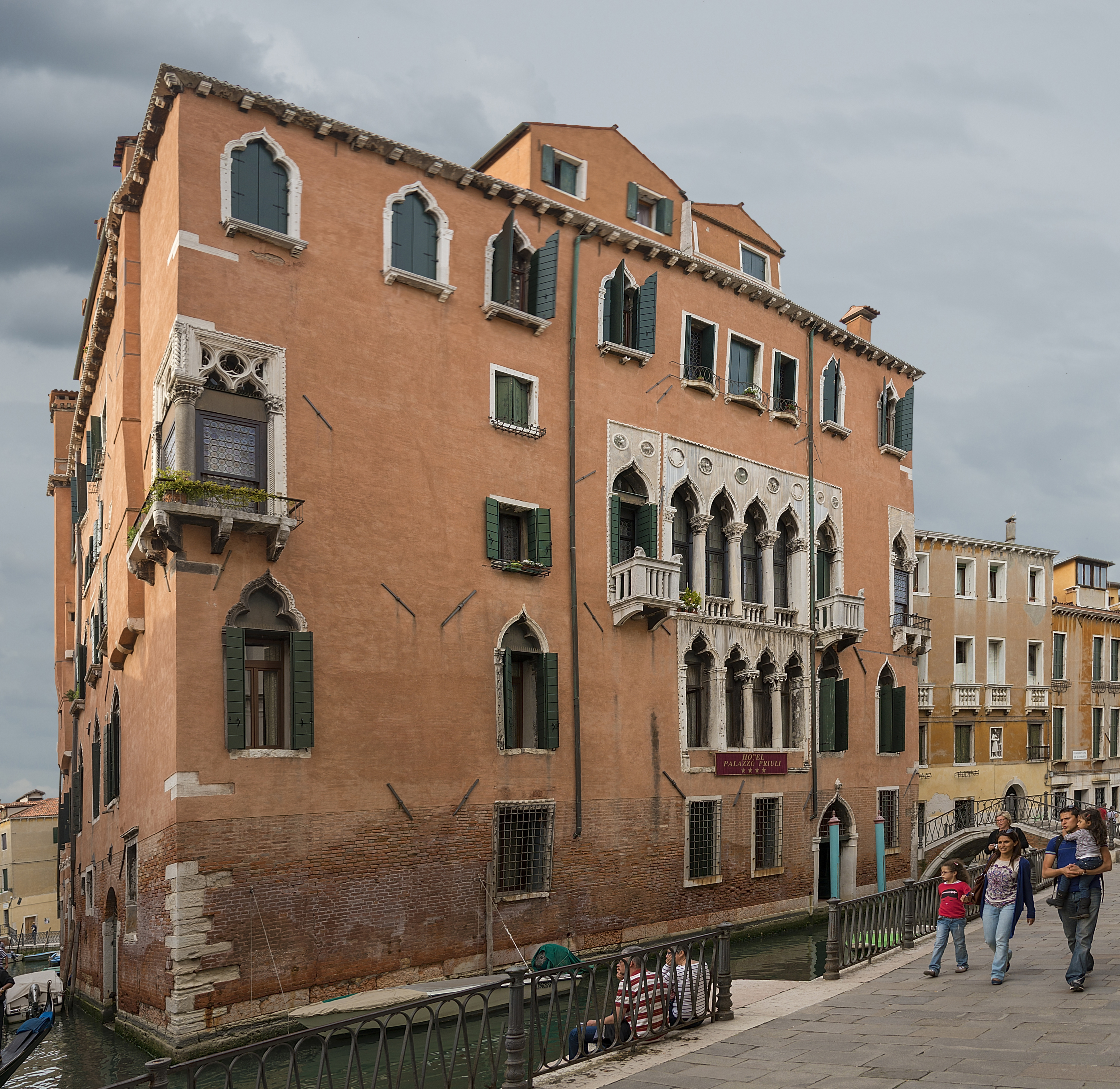
Die Fassade des Palazzo Priuli all’Osmarin, die auf die Fondamenta dell’Osmarin weist

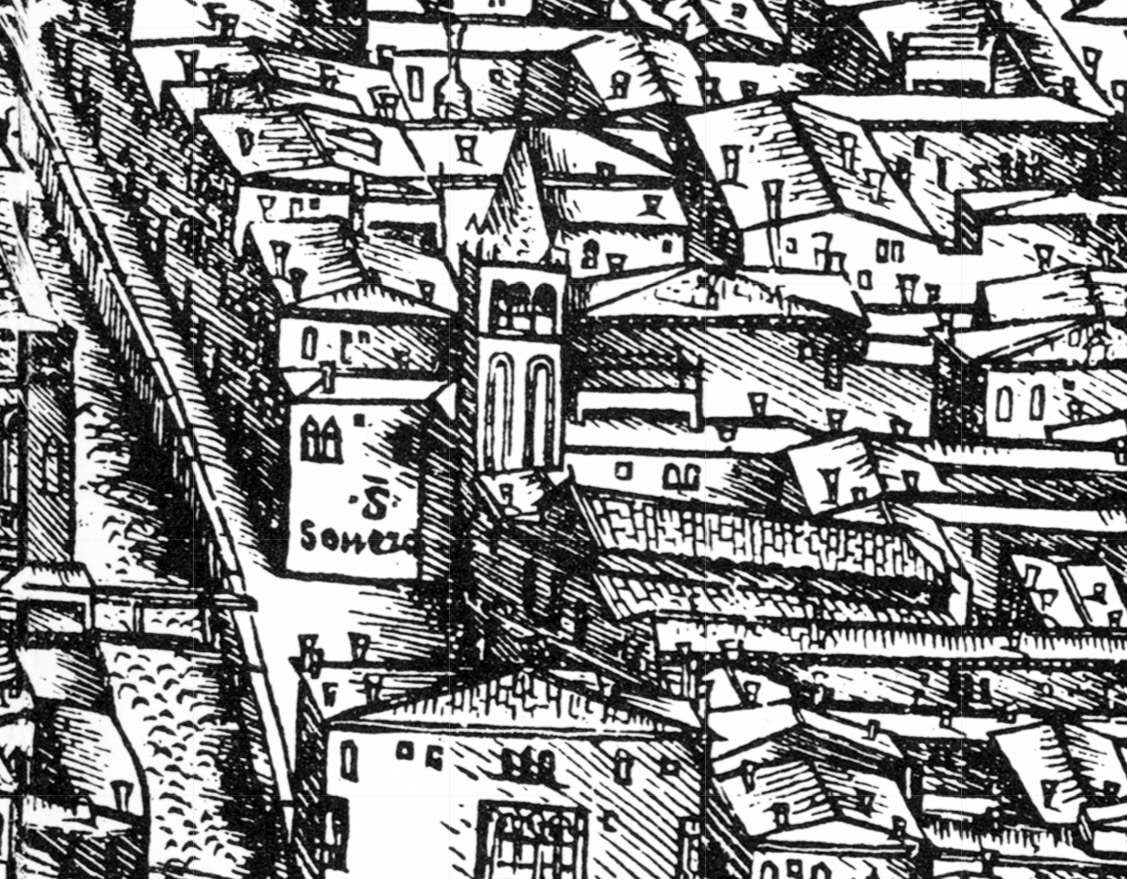
Plan des Jacopo de’ Barbari, um 1500: Zu sehen sind der Palast und die zu dieser Zeit noch bestehende, namensgebende Kirche.

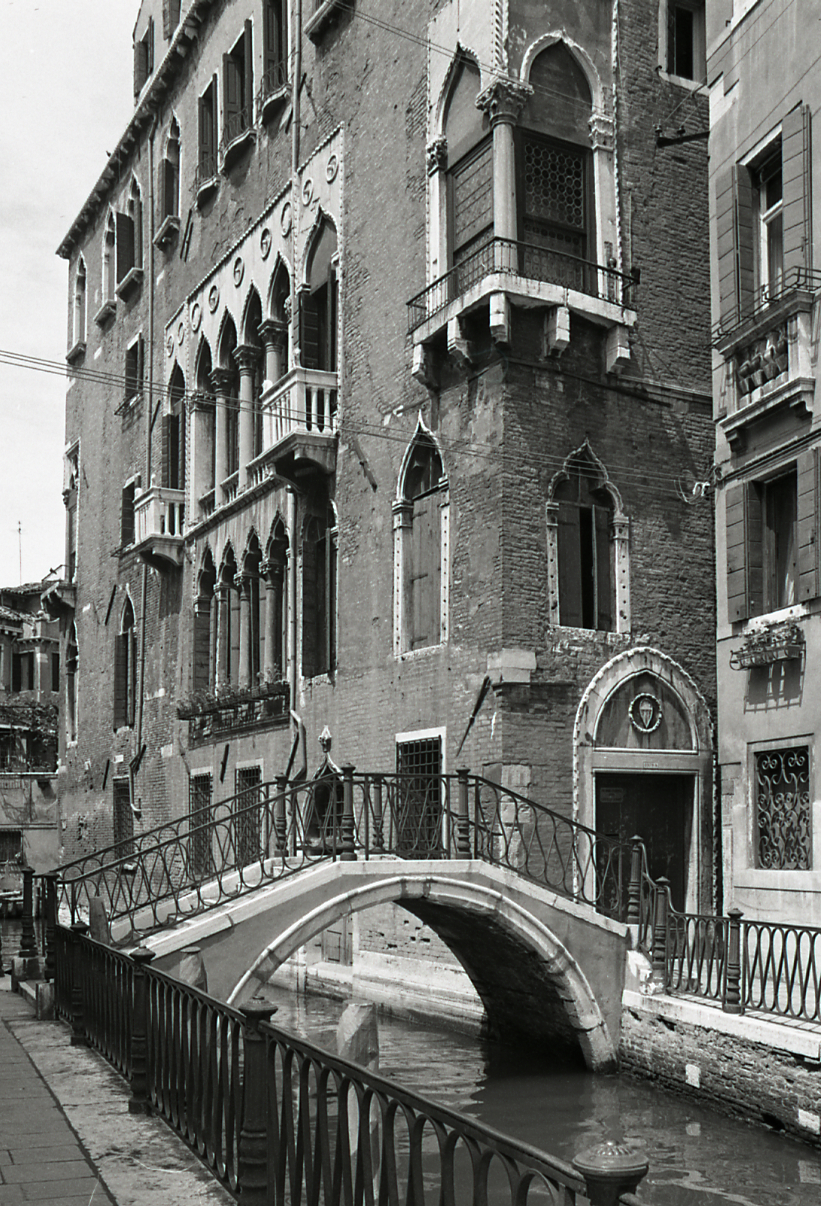
Fotografie von 1968

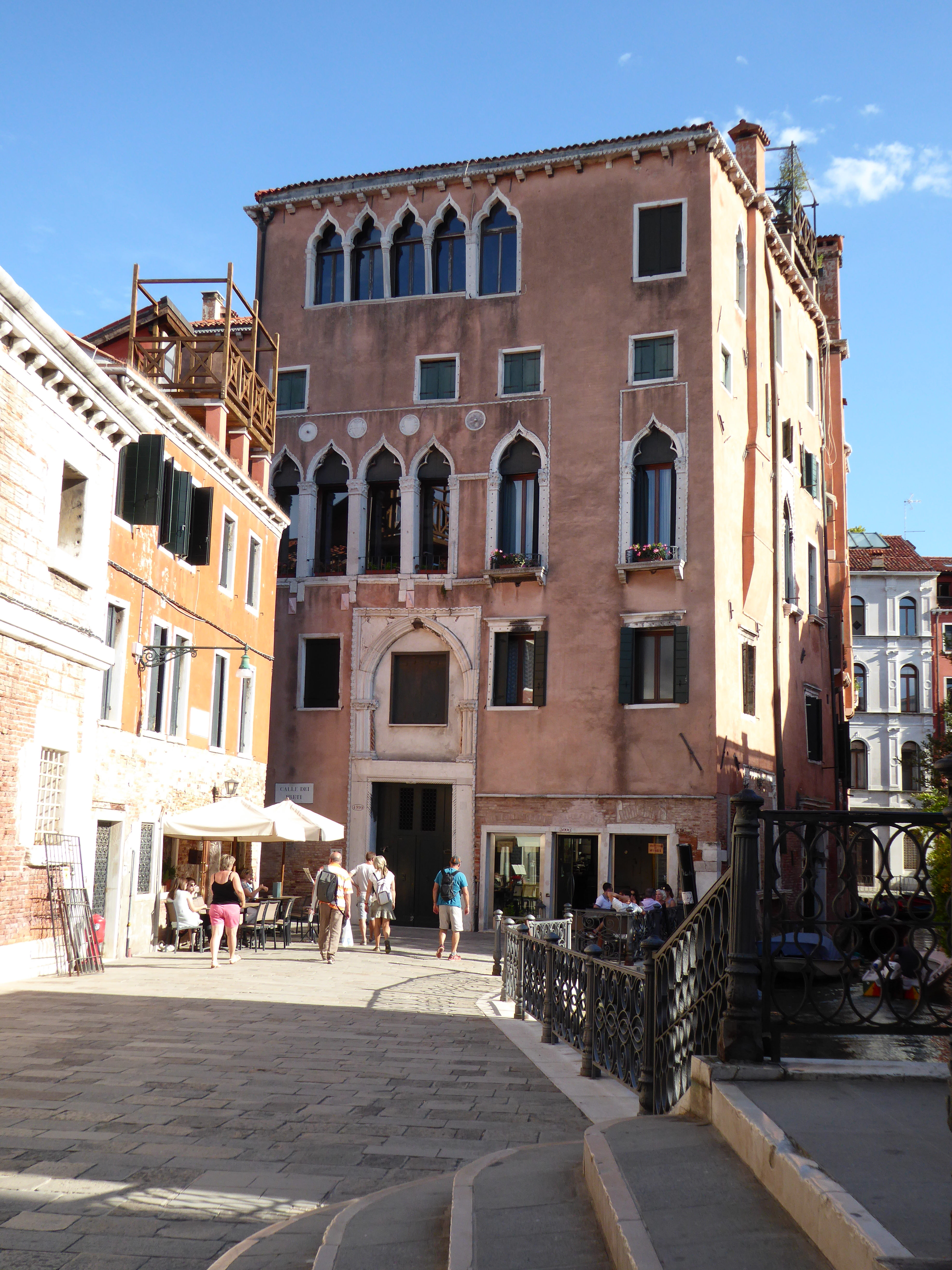
Blick vom Campo San Severo

Der Palazzo Priuli all’Osmarin, auch Palazzo Priuli a San Severo ist ein Palast im Westen des venezianischen Sestiere Castello mit der Adresse Castello 4979/a und 4999 – Fondamenta de l’Osmarin. Der Name geht vermutlich nicht auf Rosmarin zurück, sondern auf eine Familie dieses Namens. Der zweite genannte Name bezieht sich auf die nicht mehr existierende Kirche San Severo, die sich ganz in der Nähe befand. Das Bauwerk befindet sich am Zusammenfluss von Rio di San Severo und Rio dell’Osmarin.

## Geschichte
Der Palast wurde vor 1430/1431 auf Anweisung des Costantin Priuli errichtet. Dies lässt sich daraus ableiten, dass Marino Contarini, der Auftraggeber der Ca’ d’Oro, einige Details seines Hauses, nämlich vor allem das Eckfenster und den Balkon, nach dem Vorbild des Priuli-Palastes anfertigen ließ. Daher müssen die beiden unteren Geschosse zu dieser Zeit bereits fertiggestellt gewesen sein. Erste Quellen belegen den Bau wieder ab 1489. Womöglich war aber auch ein Giovanni Priuli der erste Bauherr. 
Die beiden unteren Geschosse entstanden in der zweiten Hälfte des 14. Jahrhunderts, während Piano nobile und Mezzanin erst im 15. Jahrhundert entstanden. Die Formen des 14. und vor allem des folgenden Jahrhunderts zitieren wiederum Formen des Dogenpalasts, und zwar zum ersten Mal an einem Privatgebäude in Venedig. Das gilt etwa für die Eckfenster mit ihren Biforen und für den Balkon sowie die Portale.
Laut Giuseppe Tassini wurde die Fassade von Veronese mit Fresken versehen, nach anderen von Jacopo Palma dem Älteren.
Schon Francesco Sansovino galt er als einer der bedeutendsten Stadtpaläste Venedigs, das Venezianische Haus im slowenischen Piran wurde nach seinem Vorbild errichtet. Der Palast wurde 1995 restauriert. Heute birgt das Gebäude das Hotel Priuli.

## Beschreibung
Die vier Fassaden des Palastes repräsentieren die venezianische Gotik. Sie weisen Richtung Süden auf die Fondamenta dell’Osmarin, dann zum Rivo, die dritte weist auf die Calle del Diavolo, und die vierte Fassade Richtung Campo San Severo. Dort befindet sich das Hauptportal. Die Kirche wurde unter Napoleon entweiht und 1829 entstand an ihrer Stelle ein Gefängnis.
Heute hat das Erdgeschoss rechteckige Fenster, die mit schachbrettmusterartigen Rahmen versehen sind. In Richtung Ponte del Diavolo besteht ein Wasserportal sowie ein Erdportal mit dem Wappen der Priuli. Ein weiteres, großes Portal findet sich auf der Seite Richtung Campiello San Severo, wo bis ins 19. Jahrhundert die namensgebende Kirche stand. Nicht erhalten sind die steinernen Brüstungen der Balkone, die auf den Kragsteinen aufgesetzt waren.
Im Hof befindet sich eine Freitreppe zum Piano nobile und ein Brunnen, jedoch sind die Bögen zugemauert worden.